# Айо Генріх Янович
Генріх (Гейнріх) Янович Айо (17 червня 1906, село Вастсе-Койола Ліфляндської губернії, тепер повіту Пилвамаа, Естонія — 7 червня 1953, місто Тарту, тепер Естонія) — радянський естонський діяч, заступник голови Ради міністрів Естонської РСР, 1-й секретар Тартуського обласного комітету КП(б) Естонії.Член ЦК КП Естонії. Депутат Верховної ради Естонської РСР 2—3-го скликань.

## Життєпис
Народився в родині наймита. У 1913 році переїхав із родиною до Санкт-Петербурзької губернії. З тринадцятирічного віку наймитував у заможних селян.
З 1919 року — в Червоній армії, учасник громадянської війни на Північному Кавказі.
У 1924—1927 роках навчався в Ленінградському естонському педагогічному інституті на робітничому факультеті.
У 1927—1936 роках працював учителем початкової школи, завідувачем відділу, інспектором відділу народної освіти, директором середньої школи в Омській області. У 1936—1942 роках був завідувачем Калачинського районного відділу народної освіти Омської області.
У 1939—1941 роках навчався в Омському педагогічному інституті. Член ВКП(б) з 1940 року.
У 1942—1943 роках працював начальником політичного відділу машинно-тракторної станції в Омській області.
У 1943—1944 роках — уповноважений Народного комісаріату заготівель СРСР по Азовському району Омської області.
У 1944 році — уповноважений Народного комісаріату заготівель СРСР по повіту Вирумаа Естонської РСР.
У 1944—1948 роках — голова виконавчого комітету Вирумаської повітової ради депутатів трудящих.
У 1948—1950 роках — 1-й секретар Вирумаського (Вируського) повітового комітету КП(б) Естонії.
У 1950 — 29 травня 1952 року — заступник голови Ради міністрів Естонської РСР.
У травні 1952 — травні 1953 року — 1-й секретар Тартуського обласного комітету КП(б) Естонії.
22 травня — 7 червня 1953 року — голова виконавчого комітету Тартуської міської ради депутатів трудящих.
Помер 7 червня 1953 року після важкої хвороби. Похований 9 червня 1953 року в місті Тарту.

## Нагороди
- орден Леніна (1950)
- орден Вітчизняної війни І ст. (1945)
- медаль «За доблесну працю у Великій Вітчизняній війні 1941—1945 рр.» (1945)